# Bolsão de Mapimí

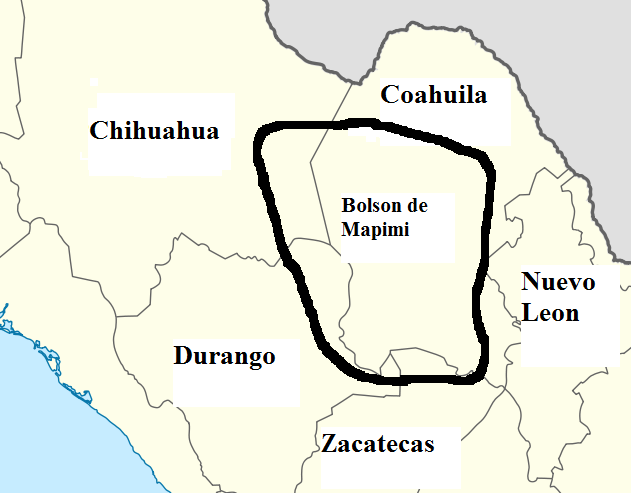
Bolsão de Mapimí

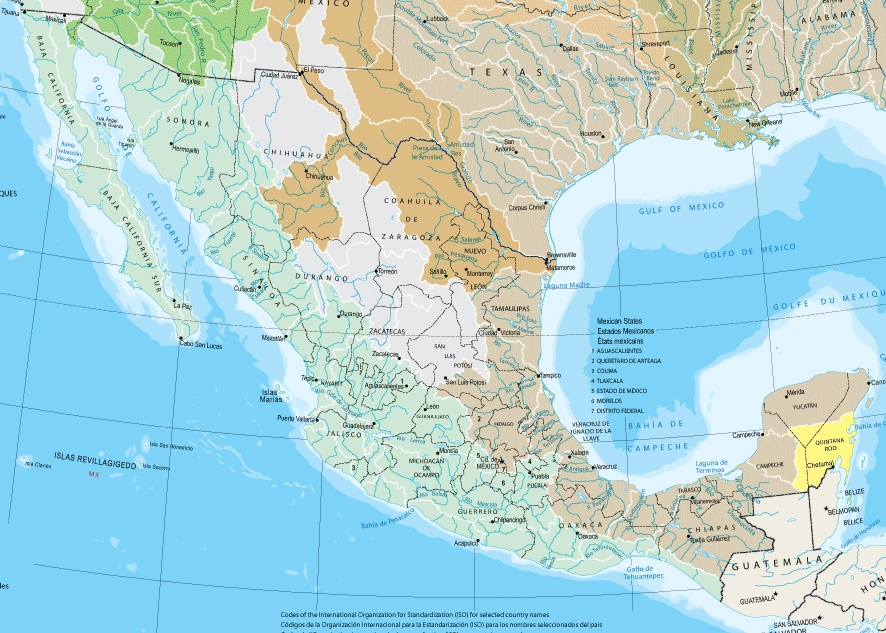
Bacoas hidrográficas do México. A Bacias em cinza são endorreicas.

O Bolsão de Mapimí é uma bacia endorreica localizada no centro-norte do planalto mexicano.
A região é também conhecida como "Comarca Lagunera" e é compartilhada pelos estados mexicanos de Durango, Coahuila, Chihuahua, e Zacatecas. O nome do bolsão provém da cidade de Mapimí, no estado de Durango. 
A bacia está cercada pela Sierra Madre Ocidental a oeste, Sierra Madre Oriental a leste e pela bacia do Rio Conchos, um tributário do Rio Grande, na divisa com os Estados Unidos, ao norte. Os principais rios da bacia são o Nazas e seus tributários, que se originam  na Sierra Madre Ocidental, e o Aguanaval, que flui para o norte a partir da região central de Zacatecas.
A conurbação de Torreón, Coahuila, com mais de um milhão de habitantes, está assentada sob o Bolsão de Mapimí.